# Nikola Gjoševski
Nikola Gjoševski [ˈnikɔɫa ˈɟɔʃɛfski] (mazedonisch Никола Ѓошевски; * 1. April 1979) ist ein ehemaliger mazedonischer Fußballspieler.

## Karriere
Gjoševski begann seine Karriere 1998 beim Verein Sileks Kratovo, wo er bis 2000 unter Vertrag stand. Im Jahr 2001 wechselte er zum russischen Verein Spartak Moskau, dort allerdings nur drei Ligaspiele in zwei Jahren absolvierte. Nach den zwei Jahren kehrte er wieder nach Mazedonien zurück und unterschrieb einen Vertrag beim Verein Vardar Skopje. Für Vardar spielte Gjoševski im Vergleich zum kurzen Intermezzo in Russland wesentlich häufiger. Letztendlich heuerte er nach seiner Zeit für Vardar Skopje wieder bei einem europäischen Verein an. 2005 wechselte er zum österreichischen Verein FC Red Bull Salzburg, wo er in einer Spielzeit in zehn Ligaspielen zum Einsatz kam, dabei gelang ihm ein Treffer. Doch schon in der Winterpause der Saison 2005/06 verließ er den Klub in Richtung FC Midtjylland nach Dänemark, wo er bis zum Saisonende ein Ligaspiel bestritt.
In der Saison 2006/07 unterschrieb er einen Vertrag beim mazedonischen Verein Vardar Skopje, wo er in zwei Ligaeinsätzen insgesamt einmal treffen konnte. Im Jahr 2007 folgte dann der Wechsel zum griechischen Verein Ethnikos Piräus, dort kam er auch nur in fünf Partien zum Einsatz. Ein Jahr kehrte er abermals in sein Heimatland zurück, dieses Mal zu Rabotnički Skopje (4 Spiele/1 Tor). Für die Spielzeit 2008/09 nahm ihn zum dritten Mal Vardar Skopje unter Vertrag, 20-mal kam er dort zum Einsatz und erzielte dabei auch ein Tor. Zur Saison 2009/10 wechselte Gjoševski nochmal nach Griechenland, wo er bis zum Dezember 2009 sieben Ligaspiele ohne Torbeteiligung für den AS Rhodos bestritt und dann seine aktive Karriere beendete.